# Протопопов, Сергей (1923)
Серге́й Евге́ньевич Протопо́пов (1923, Франция — 1 мая 1945, Берлин, Нацистская Германия) — ваффен-штандартенюнкер.
Внук последнего министра внутренних дел Российской Империи Александра Протопопова, расстрелянного большевиками в октябре 1918 г., Сергей Протопопов родился во Франции. В 1943 г. в двадцатилетнем возрасте, как и многие другие русские, он вступил во Французский антибольшевистский легион и прошёл обучение в его военном училище в Монтаржи, вблизи Орлеана. В сентябре 1944 г. Французский антибольшевистский легион был включён в состав СС сначала в виде бригады, а с февраля 1945 г. — дивизии, получившей название «Шарлемань» («Карл Великий»). В декабре 1944 г. Сергей Протопопов закончил офицерскую школу СС в Киншлаге.
Батальону «Шарлемань», приданному дивизии СС «Нордланд», была поручена оборона Сектора С. В первый бой с наступающими красными французские добровольцы вступили 26 апреля в районе аэродрома Темпельгоф. 27 апреля бои приобрели особенную ожесточённость. В ходе их Сергей Протопопов лично подбил фаустпатронами пять советских танков и сбил из пулемёта MG 42 советский самолёт-разведчик. 29 апреля отряд, в который входил штандартен-оберюнкер Протопопов, был накрыт огнём из советских миномётов на площади Жандарменмаркт. Сергей скончался от множественных осколочных ранений и был посмертно награждён за мужество Железным крестом первого класса. Его соратники по батальону «Шарлемань» оказались последними защитниками бункера Рейхсканцелярии, оборону которого они держали до 2 мая.